# Следствие ведут ЗнаТоКи. Третейский судья
«Третейский судья» — художественный детективный фильм 2002 года.

## Сюжет
Фильм посвящён памяти Эльзы Леждей.
События фильма происходят в августе 1999 года. Полковник Томин, к этому времени сотрудник Интерпола, прибывает в Москву в связи с расследованием убийства гражданина Австрии Александра Нуриева. Полковник Знаменский — руководитель специальной следственной группы МВД России, занимающейся расследованием крупных финансовых махинаций. В поле зрения группы также попало убийство Нуриева, что снова свело вместе друзей, которые не виделись пять лет.
На самом деле Нуриев фигура второстепенная, а главным фигурантом дела становится некто Ландышев, который организовал преступное дело при помощи «страховой компании». На практике компания никого не страхует, а вымогает деньги у предпринимателей, занимающихся перевозкой ценных грузов. Между Ландышевым и его клиентом Авдеевым возникает конфликт. В это же время в Москву прибывает крупный предприниматель Максим Алексеевич Янов, в конце 1980-х эмигрировавший из СССР в Австрию. Он становится третейским судьёй в спорной ситуации. Личность Янова — Коваля возвращает Знатоков к истории 10-летней давности и позволяет распутать преступление.

## В ролях
| Актёр                  | Роль                       |
| ---------------------- | -------------------------- |
| Георгий Мартынюк       | Знаменский                 |
| Леонид Каневский       | Томин                      |
| Лидия Вележева         | Китаева                    |
| Вера Васильева         | мама Знаменского           |
| Владислав Галкин       | Авдеев                     |
| Александр Пороховщиков | Коваль, он же Янов         |
| Ольга Сидорова         | Катерина                   |
| Александр Филиппенко   | Ландышев                   |
| Вилли Токарев          | камео                      |
| Андрей Смоляков        | Юрьев                      |
| Игорь Бочкин           | Канделаки                  |
| Борис Щербаков         | Зыков                      |
| Аристарх Ливанов       | генерал-лейтенант Алексеев |